# Assassin’s Creed III
Assassin’s Creed III – przygodowa gra akcji stworzona przez Ubisoft Montreal, wydana przez Ubisoft w 2012 roku na platformy Microsoft Windows, Xbox 360, PlayStation 3 i Wii U. Stanowi piątą dużą odsłonę serii Assassin’s Creed i kontynuację wydanego rok wcześniej Assassin’s Creed: Revelations. Premiera gry na Xboksa 360 i PlayStation miała miejsce 30 października 2012 roku, z kolei na komputery osobiste i konsolę Wii U w listopadzie 2012.
Fabuła osadzona jest w świecie rzeczywistym i przedstawia trwający od stuleci konflikt pomiędzy asasynami walczącymi o pokój i wolną wolę a templariuszami pragnącymi pełnej kontroli. Opowieść spajająca fabułę osadzona jest w XXI wieku i koncentruje się na losach Desmonda Milesa, który w maszynie nazywanej animusem odtwarza wspomnienia swoich przodków próbując znaleźć sposób na zapobieżenie mającej nastąpić w 2012 roku apokalipsie. Historia osadzona jest w XVIII wieku, w latach 1753–1783 – przed, w trakcie i po wojnie o niepodległość Stanów Zjednoczonych – a jej bohaterem jest będący pół Anglikiem, pół Mohawkiem przodek Desmonda Ratonhnhaké:ton (wym. radunhagedun; z języka Mohawków imię można przetłumaczyć jako „życie, które zostało zarysowane”, „jego duch się rozwija” lub „jego życie się zaczęło”), przez kolonistów znany także pod przybranym imieniem Connor, walczący z templariuszami starającymi się nie dopuścić do wyzwolenia kolonii brytyjskich w Ameryce Północnej.
W grze dostępny jest tryb wieloosobowy, pozwalający graczom w pojedynkę lub drużynowo wykonywać zadania takie jak skrytobójstwa czy ucieczki przed pościgiem. Na potrzeby gry Ubisoft stworzył nowy silnik graficzny – AnvilNext.
Gra otrzymała głównie pozytywne oceny i okazała się ogromnym sukcesem komercyjnym, sprzedając się w 12 milionach egzemplarzy. W październiku 2013 roku ukazała się kolejna część serii, Assassin’s Creed IV: Black Flag, w której gracz wcielał się w Edwarda Kenwaya – pirata działającego na Karaibach podczas złotego wieku piractwa, a zarazem dziadka Ratonhnhaké:tona. Scenariusz Assassin’s Creed III był podstawą części fabuły książki Assassin’s Creed: Porzuceni Olivera Bowdena, opisującej wydarzenia z gry z perspektywy Haythama Kenwaya.
29 marca 2019 roku na komputerach oraz konsolach PlayStation 4 i Xbox One wydana została odświeżona wersja gry, zatytułowana Assassin’s Creed III Remastered. Zawiera ona ulepszone efekty wizualne i oświetlenie, podniesiono jej rozdzielczość, poprawiono modele postaci oraz niektóre elementy rozgrywki. Dostępna jest w pakiecie ze wszystkimi wydanymi wcześniej dodatkami oraz z grą Assassin’s Creed III: Liberation. 21 maja udostępniona została wersja na konsolę Nintendo Switch.

## Świat przedstawiony

### Miejsce akcji

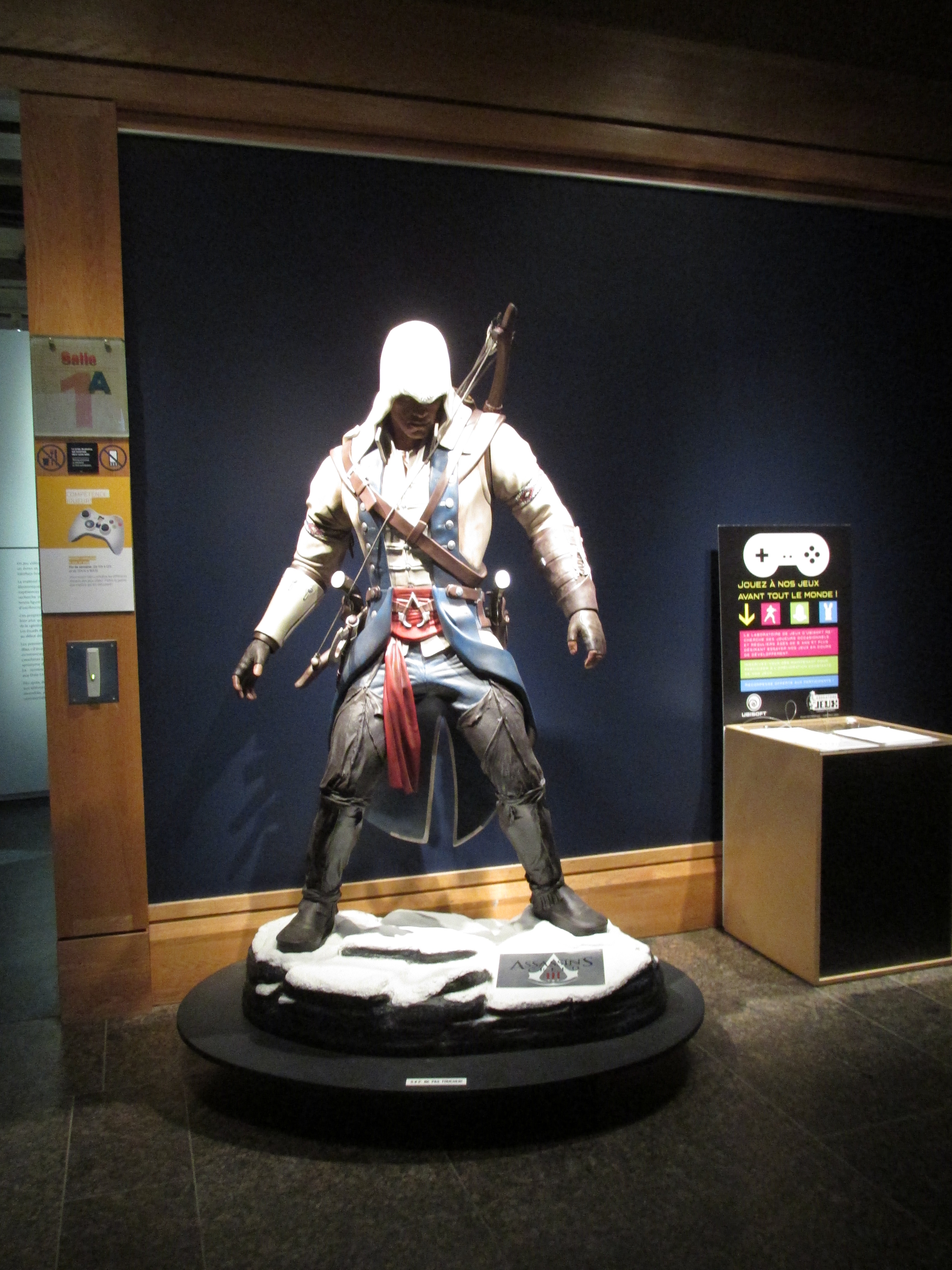
Ratonhnhaké:ton, główny bohater gry

Po wydarzeniach z Assassin’s Creed: Revelations, główny bohater serii Desmond Miles wraz z zaprzyjaźnionymi asasynami dociera do Wielkiej Świątyni Tych, Którzy Byli przed Nami – starożytnej rasy potężnych istot, które tysiące lat wcześniej niemalże całkowicie wyginęły wskutek katastrofy, która niedługo ponownie ma spotkać Ziemię. Chcąc znaleźć klucz do aktywowania świątyni, Desmond używa animusa, urządzenia umożliwiającego odtwarzanie wspomnień przodków, aby poznać żywot swojego antenata – młodego metysa Ratonhnhaké:tona żyjącego w kolonialnej Ameryce czasów wojny o niepodległość, którego ojcem jest wielki mistrz zakonu templariuszy w koloniach. Gdy templariusze pragnąc przejść całkowitą kontrolę nad rodzącym się nowym państwem i atakują wioskę Indian, Ratonhnhaké:ton zostaje wplątany w konflikt pomiędzy templariuszami a asasynami.
Historia Ratonhnhaké:tona rozgrywa się na przestrzeni nieco ponad dwóch dekad – od jego dzieciństwa w roku 1760 do zakończenia wojny o niepodległość w roku 1783. Poza Nowym Jorkiem i Bostonem, odwiedzić można leżące na pograniczu osady Lexington i Concord. Na krótką chwilę, podczas wykonywania jednej z misji morskich, akcja przenosi się również do Filadelfii.

### Postacie
Głównym bohaterem gry jest Ratonhnhaké:ton, posługujący się mianem Connor Kenway (Noah Watts), przodek Desmonda Milesa (Nolan North). Wśród współczesnych bohaterów znajdują się ojciec Desmonda William Miles (John de Lancie), asasyni Shaun Hastings (Danny Wallace) i Rebecca Crane (Eliza Jane Schneider), templariusze Daniel Cross (Danny Blanco Hall) i Warren Vidic (Phil Proctor) oraz Minerwa (Margaret Easley) i Junona (Nadia Verrucci) reprezentujące Tych, Którzy Byli przed Nami.
Wśród postaci osiemnastowiecznych znajdują się m.in. Achilles Davenport (Roger Aaron Brown), mentor Ratonhnhaké:tona i emerytowany asasyn; matka Ratonhnhaké:tona Kaniehtí:io (Kaniehtiio Horn); pierwszy oficer Aquili Robert Faulkner (Kevin R. McNally) i francuski karczmarz Stephane Chapheau (Shawn Baichoo). Wśród templariuszy z kolonii znajduje się angielski szlachcic i ojciec Ratonhnhaké:tona Haytham Kenway (Adrian Hough), wspierany przez kilka postaci historycznych, którym scenarzyści również przypisali przynależność do zakonu templariuszy: Charles Lee (Neil Napier), Thomas Hickey (Allen Leech), John Pitcairn (Robert Lawrenson), Benjamin Church (Harry Standjofski), William Johnson (Julian Casey) i Nicholas Biddle. W grze pojawia się również kilka innych postaci historycznych, takich jak Israel Putnam (Andreas Apergis), George Washington (Robin Atkin Downes), Thomas Jefferson (John Emmet Tracy), Mason Weems (Tod Fennell), Paul Revere (Bruce Dinsmore), Edward Braddock czy Samuel Adams (Mark Lindsay Chapman).

### Fabuła
Desmond, William, Rebecca i Shaun, używając Rajskiego Jabłka, odnajdują Świątynię w stanie Nowy Jork. Po częściowym aktywowaniu świątyni Junona nawiązuje kontakt z Desmondem, który wsiada do animusa, gdzie Junona nakazuje mu zbadać życie swojego angielskiego przodka – wielkiego mistrza templariuszy Haythama Kenwaya. W Royal Opera House Kenway dokonuje zabójstwa swojego zwierzchnika i kradnie jego medalion – klucz do wnętrza Świątyni, następnie odbywa podróż do brytyjskich kolonii w Ameryce, aby ją odnaleźć. Po dotarciu do Bostonu zabija łowcę niewolników, oswobadzając grupę Mohawków, w tym kobietę imieniem Kaniehti:io. W zamian za zabicie generała Braddocka, kobieta pomaga mu odnaleźć Świątynię, do otwarcia której nie wystarcza jednak sam klucz. Haytham wdaje się w romans z Kaniehti:io.

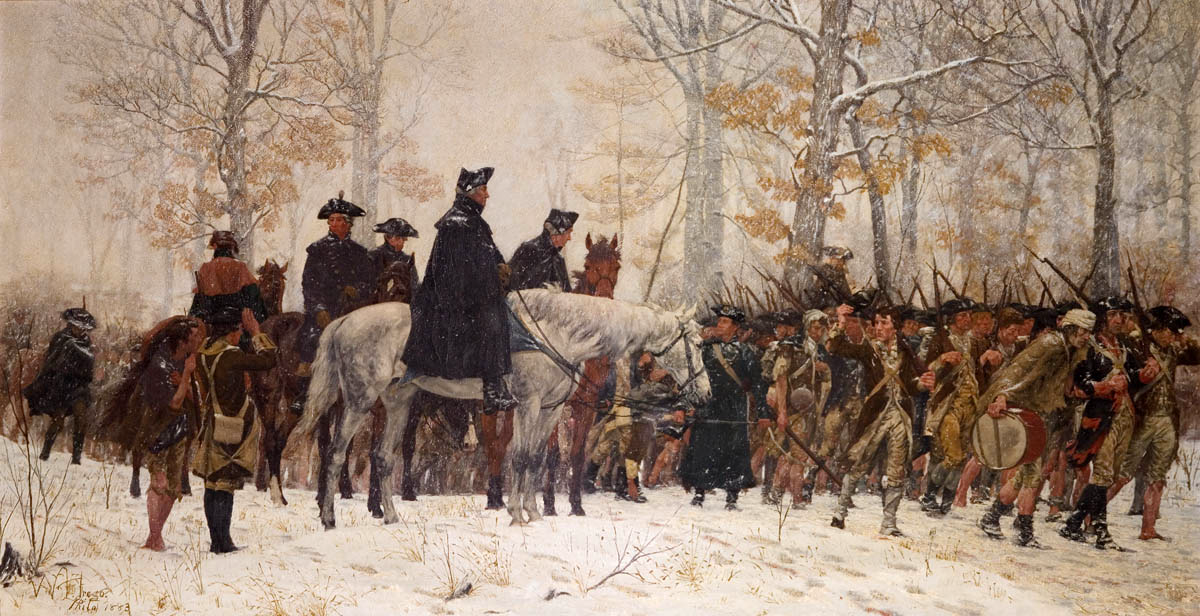
Armia Kontynentalna w drodze do Doliny Forge na obrazie Williama B. T. Trego. Wydarzenie to stanowi jedną z misji głównych w grze

Fabuła przeskakuje do roku 1760, ukazując dzieciństwo Ratonhnhaké:tona. Jego matka ginie w przeprowadzonym przez Charlesa Lee ataku templariuszy na wioskę. Kilka lat później starsza wioski informuje Ratonhnhaké:tona, że powinnością ich plemienia jest nie dopuścić do odnalezienia świątyni. Starsza ofiarowuje mu kulę, przez którą komunikuje się z nim Junona, informująca go o wielkiej roli jaką ma do odegrania i pokazując symbol asasynów, który doprowadza go do emerytowanego asasyna Achillesa Davenporta, u którego Ratonhnhaké:ton przechodzi szkolenie. Obawiając się, że niektórzy koloniści mogą wrogo odnosić się do Indianina, Davenport doradza Ratonhnhaké:tonowi używania imienia Connor, aby mógł bardziej swobodnie przemieszczać się po koloniach. Podczas pobytu w Bostonie Ratonhnhaké:ton zostaje wrobiony przez templariuszy w podżeganie do masakry bostońskiej. W ciągu kilku lat Ratonhnhaké:tonowi udaje zabić się kilku templariuszy, wspiera także patriotów w wojnie o niepodległość. Ratonhnhaké:ton spotyka się ze swoim ojcem, z którym zawiera tymczasowy sojusz w celu wyeliminowania zbuntowanego templariusza. Niedługo później Kenway odkrywa plany George’a Washingtona chcącego usunąć z pogranicza ludność tubylczą, w tym plemię Ratonhnhaké:tona, aby uniemożliwić im pomaganie lojalistom. Po przybyciu do swojej wioski Ratonhnhaké:ton dowiaduje się, że Lee zwerbował kilku wojowników Mohawków, nastawił ich przeciwko patriotom i nakazał im ich zabicie. Nie chcąc dopuścić do eskalacji konfliktu, Ratonhnhaké:ton powstrzymuje wojowników, nie może jednak przekonać swojego przyjaciela z dzieciństwa, Kanen’tó:kona, i zmuszony jest do zabicia go.
W międzyczasie Desmond co jakiś czas wybudzany jest z animusa, aby na Manhattanie i w Brazylii odzyskać ogniwa konieczne do aktywowania świątyni, zanim zdobędzie je templariusz Daniel Cross. William udaje się po ostatnie ogniwo, zostaje jednak porwany przez templariuszy. Desmond wyrusza do ich siedziby w Abstergo Indistries, zabija Crossa i Warrena Vidica i ratuje ojca.
Ratonhnhaké:ton zaczyna mieć wątpliwości co do wyeliminowania templariuszy, mając nadzieję na nawiązanie współpracy z ojcem w celu osiągnięcia wspólnej wizji pokoju i wolności. Kenway wierzy jednak, że wolność prowadzi do chaosu, a koniecznością jest kontrola nad narodem, co ma umożliwić zastąpienie Washingtona Charlesem Lee. Po próbie sabotowania ważnej walki Lee zostaje obwołany przez Washingtona zdrajcą i ucieka do Fortu George. Ratonhnhaké:ton przenika do fortu, gdzie staje naprzeciwko swojego ojca – zabija go w wyniku pojedynki. Następnie Ratonhnhaké:ton zabija Lee i odzyskuje Klucz. Po wyeliminowaniu templariuszy w koloniach wraca do swojej wioski, znajduje ją jednak pustą. Odnajduje kulę, przez którą Junona nakazuje mu ukryć Klucz w miejscu, w którym nikt go nie odnajdzie. Ratonhnhaké:ton zakopuje go w grobie syna Achillesa, Connora Davenporta.
We współczesności Desmond odzyskuje Klucz i dociera do wewnętrznych komnat świątyni. Junona informuje go, że aktywowanie piedestału ocali świat kosztem jego życia. Pojawia się Minerwa sprzeciwiając się planowi Junony twierdząc, że aktywowanie piedestału uwolni Junonę uwięzioną w świątyni aby nie mogła podbić ludzkości. Junona i Minerwa wyjaśniają, że po wybuchu słonecznym Desmond będzie jednym z niewielu ocalałych w postapokaliptycznym świecie. Po jego śmierci zostanie uznany za boga, którego zrodzone z dobrych zamiarów dziedzictwo zostanie przeinaczone przez przyszłe pokolenia, przez co historia zatoczy koło. Nie chcąc dopuścić do wyginięcia ludzkości, Desmond decyduje się poświęcić, dając ludziom możliwość walki z Junoną. William, Shaun i Rebecca opuszczają świątynię, gdy Desmond aktywuje piedestał. Wokół kuli ziemskiej pojawia się tarcza, która chroni planetę przed rozbłyskiem słonecznym. Junona chwali wybór Desmonda i oświadcza, że nadeszła jej pora.
W epilogu Ratonhnhaké:ton obserwuje ostatnie brytyjskie statki opuszczające Nowy Jork i łowców niewolników handlujących żywym towarem, przypominających mu, że jego walka o wolność nie dobiegła jeszcze końca. Po powrocie do swojej wioski odkrywa, że Mohawkowie przenieśli się na zachód, ponieważ nowo powstały Kongres sprzedał ich ziemię aby spłacić długi wojenne.

## Rozgrywka
Assassin’s Creed III przedstawia wydarzenia z perspektywy trzeciej osoby. Akcja osadzona jest w otwartym świecie, w którym gracz korzysta z połączenia skradania się, parkouru i walki w celu ukończenia zróżnicowanych misji. W ciągu głównego wątku fabularnego gracz kieruje łącznie trzema postaciami. Głównym bohaterem jest Desmond Miles, żyjący w XXI wieku asasyn starający odkryć się tajemnice Skarbca Przodków aby zapobiec mającemu nastąpić 21 grudnia 2012 roku rozbłyskowi słonecznemu, który zniszczy Ziemię. W celu poznania sekretów Skarbca Desmond korzysta z animusa, pozwalającego na odtwarzanie wspomnień jego przodków żyjących w czasie wojny o niepodległość Stanów Zjednoczonych. Pierwszym z nich, w którego gracz wciela się na krótko na początku gry, jest Haytham Kenway, brytyjski templariusz starający się odkryć położenie Skarbca. Drugim, będącym głównym bohaterem gry, jest Ratonhnhaké:ton, przez kolonistów nazywany Connorem – owoc krótkiego romansu Kenwaya z Indianką. Grając jako Ratonhnhaké:ton gracz może przemierzać olbrzymią dzicz zwaną pograniczem (będącym lokacją półtora raza większą od Rzymu z Assassin’s Creed: Brotherhood), Nowy Jork i Boston. Na pokładzie Aquili, flagowego okrętu asasynów, którego kapitanem jest Ratonhnhaké:ton, przemierzać można fragmenty wschodniego wybrzeża Stanów Zjednoczonych i Morza Karaibskiego.
Uproszczony został tryb swobodnego biegu, umożliwiając płynniejsze przemieszczanie się po miastach i dziczy, w tym m.in. wspinanie się i bieganie po drzewach, górach, klifach itd. Zmodyfikowano walkę w zwarciu – po usunięciu konieczności namierzania przeciwników, Ratonhnhaké:ton może jednocześnie używać dwóch broni i eliminować kilku przeciwników naraz. Do dyspozycji postaci oddany został szeroki wachlarz broni, w tym m.in. muszkiety, pistolety, tomahawki, łuki, strzały z liną umożliwiające złapanie i podwieszenie przeciwnika na drzewie, jak również ukryte ostrza zabójcy. Lewe ukryte ostrze zostało dodatkowo wyposażone w mechanizm umożliwiający blokowanie ataków, skórowanie zwierzyny i dokonywanie jawnych zabójstw. W walce z przeciwnikami używającymi broni palnej osłonić można się dzięki pochwyceniu wroga i wykorzystaniu go jako żywa tarcza. Zmieniony został również system ukrywania się – dodano możliwość krycia się w naturalnych elementach otoczenia, takich jak wysoka trawa czy drzewa.
W grze zaimplementowano system zmiennej pogody, takiej jak śnieg, mgła i deszcz, jak również zmienne pory roku, które mają wpływ nie tylko na oprawę graficzną, ale i na rozgrywkę – zimą w głębokim śniegu postać porusza się znacznie wolniej. Zamiecie obniżają widoczność zarówno Ratonhnhaké:tonowi, jak i nieprzyjaciołom, ułatwiając skradanie się. W przeciwieństwie do poprzednich odsłon, zróżnicowana została fauna świata – w grze spotkać można zarówno zwierzęta domowe, takie jak konie, krowy i psy, jak i dzikie, w tym jelenie, wilki czy niedźwiedzie. Dziką zwierzynę spotkać można na pograniczu, co daje możliwość upolowania jej w celu zdobycia mięsa, skór czy szpiku kostnego, które można sprzedać w sklepach lub wykorzystać do wytwórstwa. Jakość skóry i innych materiałów pochodzenia zwierzęcego wpływa na cenę, jaką otrzyma za nie postać, co zachęca do cichego polowania i korzystania z pułapek i przynęt, aby nie uszkodzić surowców.
Głównym ośrodkiem ekonomicznym w grze jest domostwo Davenporta, będące również przybranym domem Ratonhnhaké:tona. Miejsce odwiedzane jest przez rozmaitych ludzi, takich jak cieśle czy krawcy, cierpiących z powodu wojny – udzielenie im pomocy i zaprzyjaźnienie się z nimi sprawi, że osiedlą się oni w okolicy. Odblokowuje to możliwość tworzenia nowych przedmiotów, a następnie organizowanie karawan, które sprzedadzą towar w miastach. Ratonhnhaké:ton może również pomóc osiedlającym się w okolicy ludziom nawiązać przyjazne stosunki, a ostatecznie w okolicy domostwa Davenporta tworzy się mała osada. Ratonhnhaké:ton może również ulepszać samo domostwo, jak i swój statek, Aquilę.
Przemodelowano sposób rekrutowania nowych asasynów, niezmienny od momentu wprowadzenia takowego systemu w Assassin’s Creed: Brotherhood – nowych asasynów rekrutować można wykonując misje wyzwoleńcze. Podlegli Ratonhnhaké:tonowi asasyni dysponują znacznie szerszym wachlarzem umiejętności, pozwalających na wszczęcie zamieszek, zostanie osobistym ochroniarzem czy udawanie eskorty prowadzącej więźnia. Wśród innych misji pobocznych znajdują się m.in. kolekcjonowanie stron almanachu Benjamina Franklina, badanie sieci podziemnych tuneli w celu znalezienia miejsc umożliwiających odbywanie szybkiej podróży, wykonywanie zadań klubów strzeleckiego i pięściarskiego, badanie krążących po pograniczu „miejskich legend” o UFO czy Wielkiej Stopie, wykonywanie misji Drewnianej Nogi mających na celu odnalezienie skarb kapitana Kidda itd.
W grze możliwe jest prowadzenie morskich ekspedycji – na pokładzie należącej do Ratonhnhaké:tona Aquili wypłynąć można na pełne morze. Sterowanie statkiem uzależnione jest od czynników środowiskowych, takich jak kierunek i prędkość wiatru, sztormy, wysokie fale, mielizny i skały. Podczas starć z wrogami korzystać można z mieszczących się na obu burtach armat w celu oddania salw burtowych, folgierzy umożliwiających uszkodzenie mniejszych jednostek, a następnie dokonania ich abordażu w celu złupienia, a także kul z łańcuchami, wykorzystywanych do niszczenia masztów większych okrętów w celu ich unieruchomienia. Aquila wykorzystywana jest głównie do wykonywania zadań pobocznych określanych jako „Zlecenia kaperskie”, pojawia się jednak w kilku misjach głównego wątku fabularnego.
Gra wieloosobowa opracowana została przez Ubisoft Annecy. Do znanych z poprzednich odsłon trybów dodany został nowy, nazwany „Watahą”, w którym gracz w pojedynkę lub w maksymalnie czteroosobowej drużynie musi zabić wskazane postaci niezależne, pojawiające się kolejno w dwudziestu pięciu falach. Pojawia się również tryb „Dominacja”, w którym dwie drużyny rywalizują ze sobą o zajęcie wyznaczonego obszaru, a następnie muszą go obronić.

## Produkcja

### Geneza
W styczniu 2010 roku, niedługo po premierze Assassin’s Creed II, doświadczony zespół programistów Ubisoftu rozpoczął prace nad Assassin’s Creed III. Gra znajdowała się w produkcji przez dwa i pół roku, będąc najdłużej tworzoną częścią cyklu. Gdy w 2010 roku Ubisoft zapowiedział Assassin’s Creed: Brotherhood, wzbudziło to konsternację wśród społeczności graczy, zastanawiających się, czy zapowiedziany tytuł należy traktować jako pełnoprawną trzecią część. Wedle zapewnień deweloperów, Brotherhood nie miało być „trójką”, w której pojawią się postaci niewystępujące w Assassin’s Creed II. Deweloperzy z Ubisoft Montreal zapewnili w wywiadach, że pełnoprawny Assassin’s Creed III prędzej czy później trafi do sprzedaży.
Jean-François Boivin z Ubisoftu zapowiedział, że każda gra z serii posiadająca w tytule cyfrę będzie przedstawiała losy nowego głównego bohatera. Patrice Désilets, były reżyser serii, stwierdził, że seria zawsze planowana była jako trylogia. Opowiadając o fabule Assassin’s Creed III zdradził, że fabuła gry będzie koncentrowała się na próbie zapobieżenia mającej nastąpić w 2012 roku katastrofie i wyścigu z czasem w celu odnalezienia stworzonego przez Tych, Którzy Byli przed Nami Rajskiego Jabłka. Desmond będzie poszukiwał w niej świątyni przodków, badając wspomnienia jednego bądź więcej swoich przodków.
W październiku 2011 roku reżyser Assassin’s Creed: Revelations, Alexandre Amacio, zapowiedział, że następna część pojawi się w grudniu 2012 roku, nie będzie jednak jej reżyserem. Zrodziło to podejrzenia, że historia Desmonda Milesa, żyjącego we współczesności protagonisty serii, zakończy się właśnie w grudniu 2012 roku.

### Przed zapowiedzią
8 listopada 2011 roku prezes Ubisoftu Yves Guillemot potwierdził, że nowa „duża” odsłona Assassin’s Creed zostanie wydana w 2012 roku. W rozmowie z MCV zaprzeczył oskarżeniom, że coroczny cykl wydawniczy przyczynia się do rozmycia marki, stwierdzając, że jest on konieczny, aby „zaspokoić popyt”. Zapowiedział również, że Assassin’s Creed III będzie największą częścią serii jak do tej pory.
W lutym 2012 roku Ubisoft oficjalnie potwierdził, że Assassin’s Creed III znajduje się w produkcji, a premiera w Ameryce Północnej będzie miała miejsce 30 października. Guillemot opisał grę jako prawdziwą, następną generację serii Assassin’s Creed, efekt trzyletniej produkcji. Według Guillemota, wydawca zainwestował w Assassin’s Creed III więcej niż w jakąkolwiek inną grę z serii.

### Kontrolowane przecieki
W styczniu 2012 roku „wewnętrzne źródło” Ubisoftu ujawniło informacje, jakoby fabuła Assassin’s Creed III miała być osadzona w czasach wojny o niepodległość Stanów Zjednoczonych. 29 lutego do redakcji serwisu Kotaku trafiła grafika promocyjna rzekomo wysłana przez pracownika Best Buy wraz z informacją, że pełna zapowiedź jest tylko kwestią czasu. Nadesłana grafika doprowadziła do wniosków, że akcja gry osadzona będzie w Ameryce Północnej czasów wojny o niepodległość i, przynajmniej częściowo, w ośnieżonych lokacjach. Na oficjalnym fanpage’u Ubisoftu na Facebooku pojawiła się informacja, że „ważne ogłoszenie dotyczące Assassin’s Creed” było „tylko kwestią czasu”, a jako zdjęcie profilowe ustawiono grafikę utrzymaną w zimowej i śnieżnej tonacji. „Game Informer” potwierdził świeże informacje, umieszczając na swojej stronie baner promocyjny, przedstawiający nowego asasyna stojącego obok George’a Washingtona, przywódcy rewolucji amerykańskiej.
1 marca 2012 roku Ubisoft opublikował oficjalną wersję okładki gry, potwierdzając, że jej akcja osadzona będzie w czasach wojny o niepodległość USA, zapowiadając, że „wszystkie szczegóły” zostaną ogłoszone 5 marca. Magazyn „Game Informer” opublikował okładkę najnowszego numeru, przedstawiającą bardziej szczegółowy artwork głównego bohatera gry. 2 marca wyciekło kilka zrzutów ekranu z gry, a „Game Informer” opublikował pierwsze szczegóły dotyczące rozgrywki.

### Po zapowiedzi
Gra oficjalnie zapowiedziana została 5 marca 2012 za pośrednictwem zwiastuna filmowego. Ubisoft opisał Assassin’s Creed II jako najbardziej ambitny projekt w historii firmy, którego produkcja pochłonęła dwa razy więcej czasu niż jakiejkolwiek innej gry wydawcy. Stworzony na potrzeby gry silnik AnvilNext usprawniał oprawę wizualną, modele postaci i sztuczną inteligencję, pozwalał również na zapełnienie pól bitew wojakami. W późniejszym czasie przedstawiciele Ubisoftu stwierdzili, że AnvilNext ma sprawiać wrażenie „next-genu” na konsolach bieżącej generacji.
Zaskoczeniem dla Ubisoftu była premiera wydanego przez Rockstar Games Red Dead Redemption mniej więcej w połowie procesu produkcyjnego Assassin’s Creed III. Gra oferowała m.in. polowanie na zwierzęta i eksplorację olbrzymiego pogranicza, czyli elementy, które miały znaleźć się w trzeciej części Assassin’s Creed. Główny scenarzysta Corey May powiedział, że Ubisoft przygląda się sukcesowi Red Dead Redemption i stara się popchnąć tę formułę w „nowym kierunku”. Według scenarzysty Assassin’s Creed III Matta Turnera podobieństwa pomiędzy grami są wynikiem „podobnie myślących umysłów”. Reżyser Alex Hutchinson zdradził, że Ubisoft celowo nie uczynił bohaterem trzeciej części kobiety – chociaż studio zdawało sobie sprawę, że wielu graczy przyklasnęłoby takiemu pomysłowi, zdaniem twórców realia wojny o niepodległość nie stwarzały ku temu możliwości.
Reżyser gry Alex Hitchinson przyznał, że gra była optymalizowana z uwzględnieniem użycia kontrolera do gier. Zalecił, aby mimo możliwości użycia klawiatury i myszy, w pecetową wersję grać przy użyciu gamepada.

## Muzyka
Ścieżka dźwiękowa do gry stworzona została przez szkockiego kompozytora Lorne’a Bolfe’a, który przy współpracy z długoletnim kompozytorem gier z serii Assassin’s Creed Jesperem Kydem skomponował muzykę do Revelations. Assassin’s Creed III jest tym samym pierwszą główną grą z serii, do której muzyki nie skomponował Kyd. Ścieżka dźwiękowa do gry wydana została 30 października 2012 roku w formie cyfrowej. 23 kwietnia 2013 roku w formie cyfrowej wydana została ścieżka dźwiękowa do zawartości do pobrania Tyrania króla Waszyngtona.

## Marketing

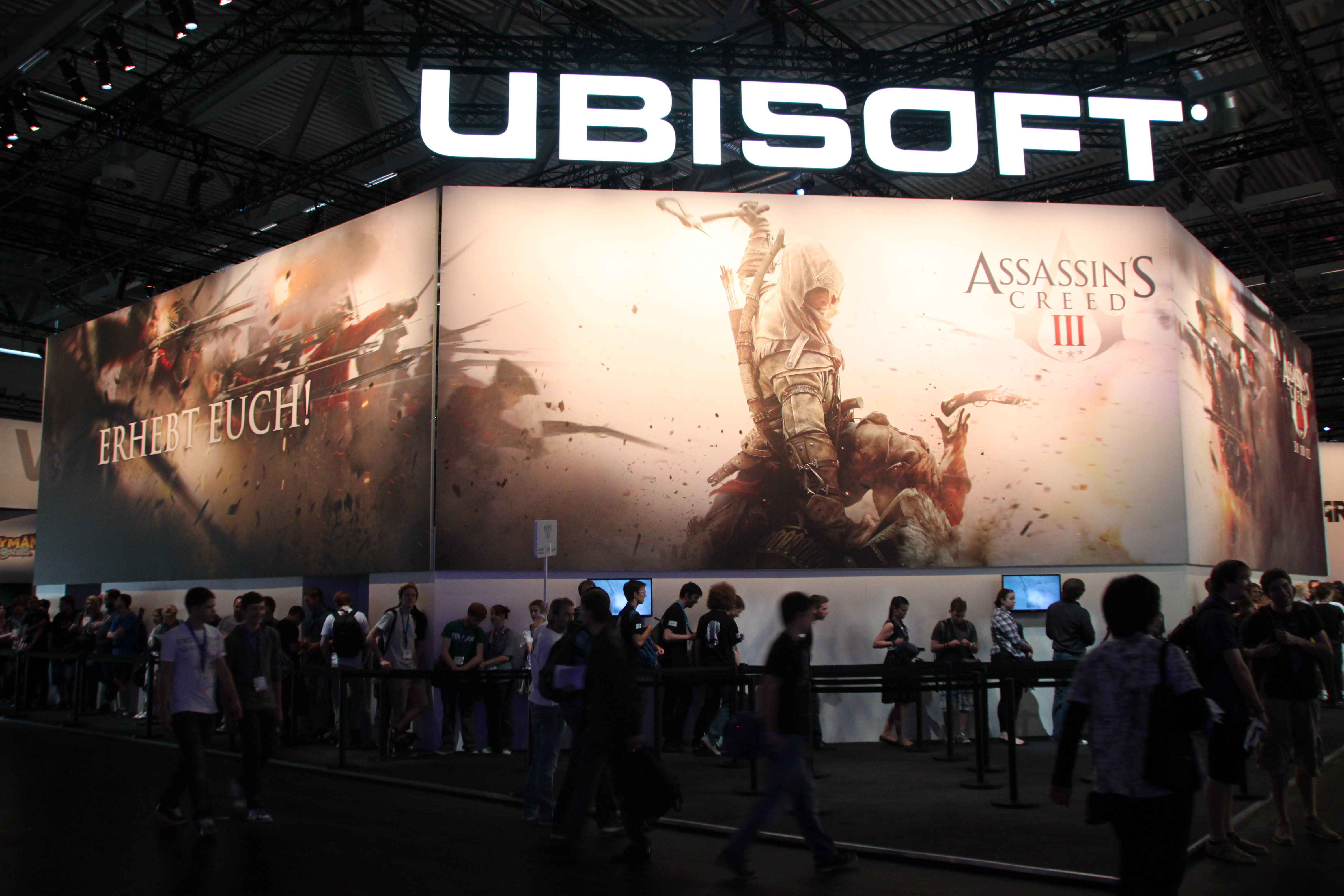
Reklama gry na stoisku Ubisoftu na targach Gamescom 2012

Tony Key, starszy wicedyrektor ds. sprzedaży, zapowiedział, że gra promowana będzie największą akcją marketingową w historii Ubisoftu. Rob Cooper z brytyjskiego działu marketingu stwierdził, że Assassin’s Creed III jest dobrym punktem wyjścia dla osób, które nie miały wcześniej kontaktu z serią i że gra będzie godnym rywalem dla największych gier roku. W marcu 2012 roku na Xboksa 360 i PlayStation 3 wydano pakiet Assassin’s Creed: Double Pack, zawierający Assassin’s Creed i Assassin’s Creed II.
Ubisoft nawiązał współpracę z kilkoma sieciami sprzedażowymi na całym świecie w celu uzgodnienia dostępności przedpremierowych bonusów. Bonusy zależne były od tego, w jakim sklepie złożone zostało zamówienie przedpremierowe. W niektórych sklepach do zamówień przedpremierowych dodawany był steelbook z grafiką stworzoną przez twórcę komiksów Aleksa Rossa. Zestaw DLC Kapitan Aquili zawierał dodatkową broń (topór do abordażu) i skórkę (mundur kapitana Aquili) do gry jednoosobowej, z kolei zestaw Kolonialny asasyn szkocką broń skałkową i tradycyjny strój kolonialnego asasyna. W zestawie Czerwony kubrak do gry wieloosobowej znalazły się strój czerwonego kubraka, emblemat węża i relikt „lalka doktora”. Do gry jednoosobowej dostępne były również misje Zaginione ruiny Majów, odblokowująca piłozębny pałasz kapitana Kidda, i Duch wojny, odblokowująca maczugę wojenną Pontiaca.
Sony Computer Entertainment Europe za pośrednictwem usługi PlayStation Store udostępniło specjalną wersję nazwaną Assassin’s Creed: Złota edycja, zawierającą grę, przepustkę sieciową i Assassin’s Creed III: Liberation na konsolę PlayStation Vita. W innej wersji Złotej edycji dostępne są gra i przepustka sieciowa, w trzeciej z kolei gra i Liberation. Wszystkie trzy wydania zawierają dodatkową misję Groźna tajemnica, dostępną w Edycji specjalnej.
Holenderska strona Entertainment Business doniosła, że 14 listopada 2012 roku okradziona została ciężarówka transportująca cały pecetowy nakład Assassin’s Creed III przeznaczony dla Belgii, Holandii i Luksemburga. Ubisoft zapewnił, że nie będzie miało to wpływu na premierę pecetowej gry w tych krajach, ponieważ kopie zostaną dostarczone skądinąd, jednak osoby, które w przedsprzedaży zamówiły wydanie Join or Die nie otrzymają egzemplarzy, ponieważ nie można ich wytłoczyć od nowa. Ubisoft zablokował również numery seryjne i kody towarowe skradzionych egzemplarzy, uniemożliwiając ich aktywację poprzez Internet.
Firma Nvidia dołączała egzemplarz Assassin’s Creed III do nowych kart GeForce GTX 650 Ti. Według przedstawicieli Nvidii, Assassin’s Creed III robi znakomity użytek z technologii wygładzania krawędzi TXAA. Australijski oddział Ubisoftu wystawił na aukcję „bardzo wyjątkowe, bardzo limitowane” wydanie gry, mające zasilić konto Sydney Children’s Hospital Foundation. Wyprodukowano jedynie dziesięć egzemplarzy takiego wydania, zawierającego m.in. plecak, steelbook, figurki z bohaterami czy pendrive w kształcie tomahawka – osiem z nich zostało sprzedanych na aukcji pomiędzy 30 listopada a 17 grudnia 2012 roku.

### Zarzuty o antybrytyjskie i proamerykańskie treści
W czerwcu 2012 roku Ubisoft, a w szczególności francusko-kanadyjska filia Ubisoft Montreal, zaczęła zmagać się z oskarżeniami o antybrytyjskie uprzedzenia w związku z rozpoczęciem publikacji zwiastunów i materiałów graficznych przedstawiających mordowanie „czerwonych kubraków”, czyli żołnierzy brytyjskich stacjonujących w koloniach w Ameryce Północnej. Jeden z portali określił aktorski zwiastun 4 lipca jako „amerykański nacjonalizm”. Główny scenarzysta gry Corey May bronił deweloperów i wydawców, którym zarzucano bigoterię i dyskryminację. Zarzuty jednak nie ustawały, ponieważ kolejne materiały promocyjne jako wrogów przedstawiały wyłącznie Brytyjczyków, podczas gdy z amerykańskich wersji zwiastunów wycinano sceny, w których zabijano patriotów. Ostatecznie wydawca zdecydował, że limitowana edycja gry, zawierająca m.in. amerykańską kolonialną flagę, nie będzie sprzedawana w Wielkiej Brytanii ani innych krajach europejskich.
Po premierze gry recenzenci stwierdzili, że obie strony konfliktu zostały przedstawione w sposób zbalansowany i uczciwy. Recenzent „Official Xbox Magazine UK” stwierdził, że najsilniejszą stroną gry jest dojrzała moralność i nie stanowi jednoznacznej pochwały Ameryki. W recenzji serwisu Kotaku stwierdzono, że wydawcy z dużych firm zajmujących się grami komputerowymi nie są znani z subtelności ani dobrego rozeznania w temacie, mimo to udało się zachować neutralny wydźwięk przedstawionych wydarzeń.

### Wydania sklepowe

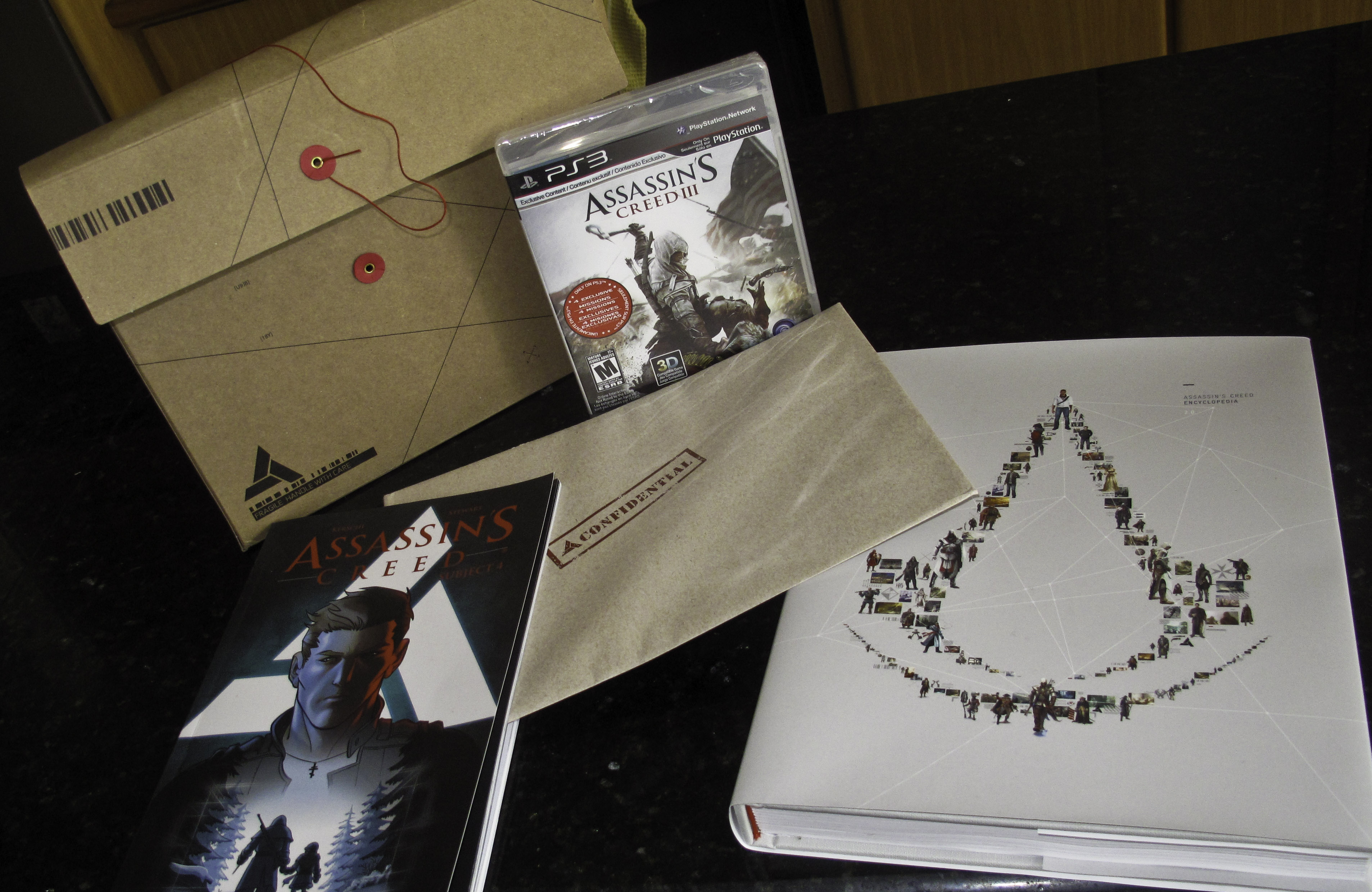
Gra w wydaniu UbiWorkshop Edition

26 marca 2012 roku Ubisoft zapowiedział trzy wydania kolekcjonerskie – Freedom Edition, Join or Die Edition oraz Edycję specjalną – dostępne na wyłączność dla Europy, Bliskiego Wschodu, Afryki i Australii. 1 czerwca zapowiedziano kolejne wydanie kolekcjonerskie, UbiWorkshop Edition. Wydawca nawiązał współpracę z Sony, w wyniku czego do sprzedaży trafił zestaw zawierający PlayStation 3 wraz z grą, zaś posiadacze konsoli w dniu premiery otrzymali specjalną wersję gry, zawierającą pakiet Benedict Arnold, dodający cztery nowe misje do gry jednoosobowej. Ich fabuła opowiada o Benedikcie Arnoldzie próbującym poddać Brytyjczykom fort w West Point. Scenarzysta Matt Turner oświadczył, że misje Benedicta Arnolda są najbardziej wierne realiom historycznym, ponieważ część wzięta została ze stenogramów sądowych spisanych podczas procesu Arnolda.
Ostatecznie w sprzedaży, poza standardowym wydaniem, pojawiło się siedem edycji specjalnych: Freedom Edition, Join or Die Edition, Edycja specjalna, UbiWorkshop Edition, Edycja limitowana, Digital Deluxe Edition oraz Edycja Waszyngtona, zawierająca wszystkie trzy odcinki dodatku Tyrania króla Waszyngtona.

## Zawartość do pobrania
3 października 2012 roku Ubisoft ujawnił przepustkę sezonową, umożliwiającą pobranie wszystkich dodatków, jakie zostaną opublikowane w ciągu pół roku – trzech części Tyranii króla Waszyngtona, pakietu Ukryte tajemnice zawierającego wszystkie cyfrowe dodatki dodawane do zamówień przedpremierowych oraz pakietu Zaprawiony w boju dodającego nowe mapy i postaci do gry wieloosobowej. Gracze, którzy zakupili przepustkę sezonową, otrzymywali dostęp do nowych zawartości tydzień wcześniej.

### Zawartość Uplay
Opracowana przez Ubisoft usługa Uplay pozwala na zakupienie dodatkowej zawartości do gry w zamian za punkty zdobywane w grze za wykonanie odpowiednich czynności. Wśród dodatkowej zawartości znalazły się „Wydrapywacz życia” zwiększający pojemność sakw Ratonhnhaké:tona i odblokowujący nowe przedmioty do trybu wieloosobowego, odzienie Ezia z Brotherhood, „Pakiet renegata” dodający strój renegata dla nocnego łowcy w trybie wieloosobowym i dodatkowe przedmioty do profilu oraz tapety na pulpit.

### Pakiet ukryte tajemnice
Pakiet wydany 4 grudnia 2012 roku dla posiadaczy przepustki sezonowej, 11 grudnia dla pozostałych graczy. Zawiera trzy misje (Zaginione ruiny Majów, Duch wojny, Groźna tajemnica), odblokowuje piłozębny pałasz, maczugę wojenną Pontiaca, muszkiet z krzemiennym zamkiem, mundur kapitana Aquili, strój kolonialnego asasyna oraz dwie postaci do gry wieloosobowej – angielskiego żołnierza i snajpera. Wszystkie elementy były dostępne wcześniej w różnych zamówieniach przedpremierowych.

### Pakiet zaprawiony w boju
Wydany 8 stycznia 2013 roku pakiet zawierający nowe mapy (Charlestown, Fort St-Mathieu, Saint Pierre) i postaci (kojot, góral, gubernator) do gry wieloosobowej.

### Tyrania króla Waszyngtona
3 października 2012 roku Ubisoft zapowiedział Tyranię króla Waszyngtona – trzyczęściowy dodatek przedstawiający alternatywną wersję historii, w której George Washington wchodzi w posiadanie Rajskiego Jabłka, ulega jego wpływom i obwołuje się królem, masakrującym i więżącym ludność pogranicza, a zadaniem gracza jest jego obalenie. Ratonhnhaké:ton zyskuje nowe zdolności: „moc niedźwiedzia” zwiększającą siłę, „moc orła” zwiększającą prędkość, „moc wilka” ulepszającą skradanie, „barwy wojenne” wzmacniające umiejętności i „przywódca stada”, pozwalającą wezwać wilki.
Pierwszy odcinek, zatytułowany Hańba, wydany został 19 lutego 2013 roku, drugi – Zdrada – 19 marca, a trzeci – Odkupienie – 23 kwietnia.

## Odbiór

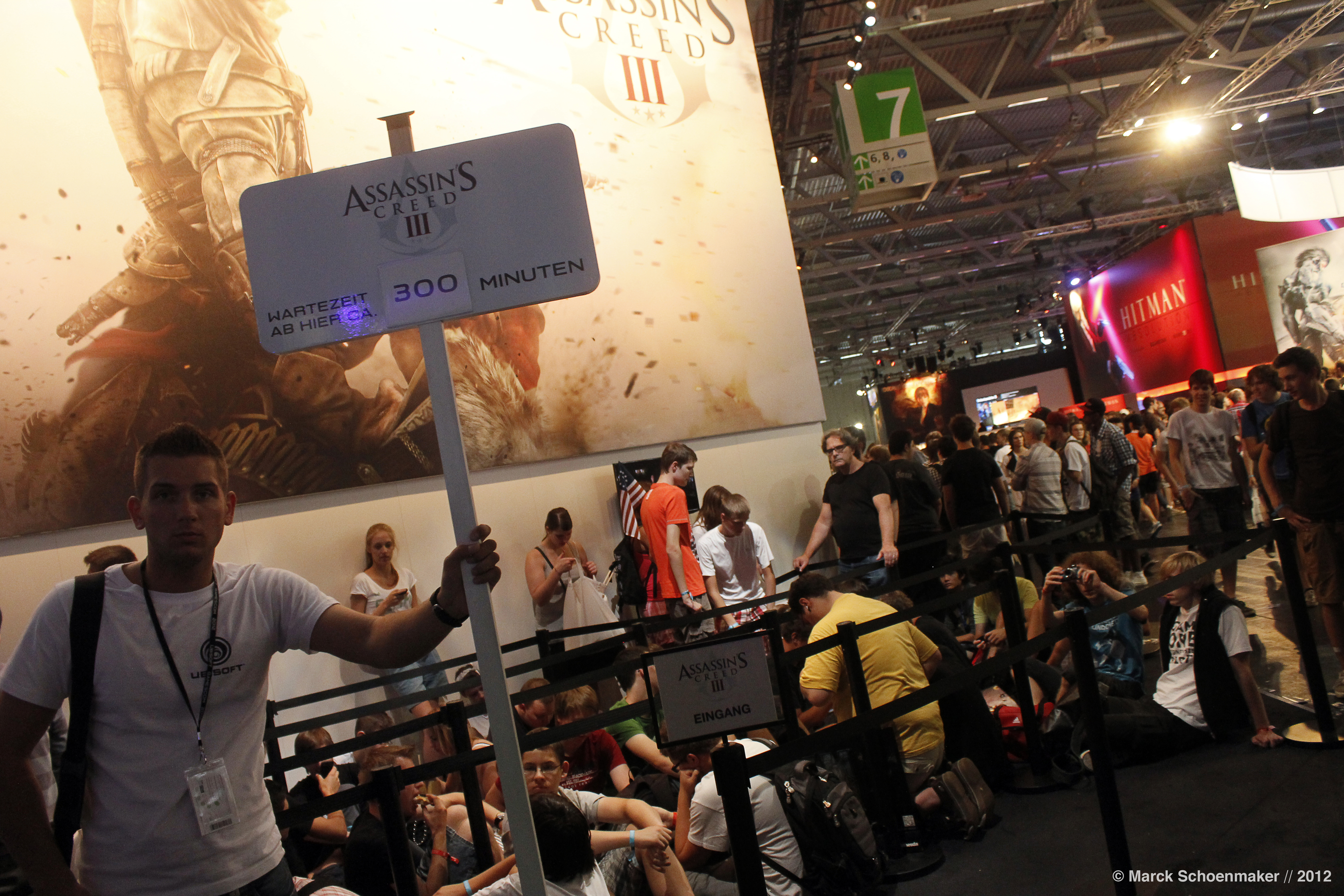
Fani czekający w pięciogodzinnej kolejce, żeby zobaczyć grę na Gamescomie 2012

Gra spotkała się z pozytywnym przyjęciem krytyków, chwalących oprawę wizualną, narrację, system walki i polowania, misje morskie i zarządzanie osadą, narzekających jednak na problemy techniczne oraz oskryptowanie części misji. W zależności od wersji, średnia ocen gry waha się od 80 do 85,5%.
Recenzent serwisu IGN wystawił grze ocenę 8,5/10, stwierdzając, że jest to jedna z najlepszych gier z otwartym światem. Skrytykował jednak zbyt dużą obecność skryptów w misjach, które nieco ograniczały wolność w grze.
Serwis GameSpot wystawił taką samą ocenę, podsumowując, że pomimo drobnych mankamentów tytuł oferuje wciągającą, ciekawą rozgrywkę.
„Game Informer” wystawił ocenę 9,5/10, stwierdzając, że wszystkie założenia i pomysły zapowiadane przez Ubisoft zostały pomyślnie zrealizowane.
„Official Xbox Magazine” ocenił grę na 8,5/10, doceniając bogactwo świata przedstawionego.
Recenzent „PC Gamer” był znacznie bardziej krytyczny, wystawiając ocenę 72/100, stwierdzając, że pomimo ciekawej historii i widowiskowych bitew morskich, gra zawiera sporo źle zaprojektowanych misji. Według recenzenta zarządzanie osadą odciągało od głównego wątku fabularnego i historii, a ściśle oskryptowane cele dodatkowe karały gracza za myślenie lateralne.

### Nagrody
W 2012 roku Assassin’s Creed III nominowany był w sześciu kategoriach do Spike Video Game Awards: „gra roku”, „najlepsza gra na Xboksa 360”, „najlepsza gra na PlayStation 3”, „najlepsza przygodowa gra akcji”, „najlepsza grafika” i „bohater roku” (Ratonhnhaké:ton). Serwis GameTrailers uznał Assassin’s Creed III za najlepszą przygodową grę akcji 2012 roku, z kolei Game Revolution za najlepszą grę roku. W 2013 roku gra zdobyła D.I.C.E. Interactive Achievement Awards w kategorii „wyjątkowe osiągnięcie w animacji”, dodatkowo nominowana była w kategoriach „przygodowa gra roku” i „wyjątkowe osiągnięcie w montażu dźwięku”. Gra otrzymała również cztery nominacje do Game Developer’s Choice Awards, w kategoriach „najlepszy dźwięk”, „najlepsza narracja”, „najlepsza technologia” i „gra roku”.

### Sprzedaż
30 marca 2012 roku Ubisoft ogłosił, że trzy tygodnie po rozpoczęciu kampanii przedpremierowej, liczba zamówień przekroczyła już całkowitą liczbę złożonych w Stanach Zjednoczonych zamówień na Brotherhood i Revelations w analogicznym okresie. 25 października 2012 roku podano do wiadomości publicznej, że Asassin’s Creed III jest najchętniej kupowaną w przedsprzedaży grą w historii Ubisoftu – liczba zamówień była ponad dwukrotnie wyższa niż na Revelations, poprzedniego rekordzistę.
W Wielkiej Brytanii Assassin’s Creed III była najlepiej sprzedającą się grą w tygodniu premiery, stając się zarazem najlepiej sprzedającą się na Wyspach produkcją Ubisoftu, a także trzecią najlepiej sprzedającą się grą 2012 roku – za Call of Duty: Black Ops II i FIF-ą 13. Podwojona została premierowa sprzedaż Assassin’s Creed II i pobito wydane w 2011 roku Revelations o 117 tys. kopii.
W Polsce przez dwa tygodnie od momentu premiery Assassin’s Creed III była najchętniej kupowaną grą w Empikach. Również wydana w późniejszym czasie wersja na komputery osobiste przez dwa tygodnie zajmowała pierwsze miejsce zestawienia.
Według Ubisoftu, w premierowym tygodniu rozeszło się ponad 3,5 miliona kopii gry, 12 grudnia do nabywców trafiło już 7 milionów egzemplarzy. W Wielkiej Brytanii Assassin’s Creed III była trzecią najlepiej sprzedającą się grą 2012 roku, będąc w sprzedaży przez zaledwie dwa miesiące. Według NDP Group był to czwarty najlepiej sprzedający się tytuł roku w Ameryce Północnej. 7 lutego 2013 roku Ubisoft poinformował, że na całym świecie sprzedano ponad 12 milionów egzemplarzy, czyli o 70% więcej niż w analogicznym okresie uzyskało Revelations, dzięki czemu Assassin’s Creed III została najlepiej sprzedającą się grą w serii.

## Kontynuacja
Alexandre Amancio powiedział dla Eurogamera, że Assassin’s Creed opiera się na cyklach. Do tej pory były to cykle o Eziu i Altaïrze, które zakończyły się w Revelations, jest też cykl Desmonda, który zakończył się w grudniu 2012 roku. We wrześniu 2012 roku główny scenarzysta serii Corey May stwierdził, że fabuła Assassin’s Creed III pozostawia otwartych wiele furtek dla kontynuacji. Współproducent gry Julien Laferrière zapowiedział, że obecność Ratonhnhaké:tona w następnych grach z serii zależna będzie od tego, jak gracze przyjmą nową postać. W listopadzie 2012 roku The Gaming Liberty zwróciło przygotowaną rzekomo przez Ubisoft ankietę dotyczącą mającej ukazać się w następnym roku kolejnej części serii. W ankiecie znalazły się pytania dotyczące powrotu Desmonda, Ratonhnhaké:tona i realiów rewolucji amerykańskiej oraz możliwości zakupu gry z takimi elementami gdyby ukazała się w następnym roku, co zrodziło sugestie, że Ubisoft rozważa powtórzenie sytuacji z Brotherhood oraz Revelations i stworzenie nowej trylogii skoncentrowanej na jednym bohaterze. W ankiecie pytano również o odczucia respondentów względem gry w kooperacji oraz o wrażenia z gry Uncharted 3: Oszustwo Drake’a, prawdopodobnie sugerując bardziej oskryptowaną rozgrywkę.
28 lutego 2013 roku, dzień po wycieku materiałów, Ubisoft oficjalnie opublikował pierwszą promocyjną grafikę i okładkę nowej gry z serii. Assassin’s Creed IV: Black Flag stanowi kontynuację Assassin’s Creed III w warstwie współczesnej i prequel w warstwie historycznej. Gra osadzona jest na Karaibach okresu złotego wieku piractwa i opowiada o Edwardzie Kenwayu – ojcu Haythama Kenwaya i dziadku Ratonhnhaké:tona.